# Éditions Arkhê
Les éditions Arkhê sont une maison d'édition indépendante française, fondée en 2009, dont le siège social est situé dans le 19e arrondissement à Paris.

## Présentation
Les éditions Arkhê se sont fait connaître par la publication d'essais, de théorie et d'ouvrages de référence dans le champ des sciences humaines et sociales, dans des disciplines comme l'histoire, la philosophie, la sociologie, la psychanalyse, les sciences, ainsi que l'enquête journalistique.

### Auteurs
Parmi les auteurs publiés se trouvent :  Daniel Arasse, Paul-Laurent Assoun, Franco Basaglia, Ken Binmore, Régis Boyer, Jean-Laurent Cassely, Marianne Celka, Célia Héron, Charlotte Hervot, Bertrand Lançon, Bertrand Legendre, Jean Levi,  Louis Marin, Angelica Montanari, Pascale Robert-Diard, Shlomo Sand, Jean-Claude Schmitt, Bertrand Tillier, Patrick Tort, Paul Veyne, Bertrand Vidal,  Markos Zafiropoulos ou Floriane Zaslavsky..

### Collections
Arkhê développe plusieurs collections, dont Vox' et Homo Historicus sont les plus représentatives.

### Diffusion/distribution
Les livres des éditions Arkhê sont diffusés et distribuées par Harmonia Mundi en France, Suisse, Belgique, Canada et auprès de toutes les librairies francophones dans le monde.